# 무서운 이야기 3: 화성에서 온 소녀
"무서운 이야기 3: 화성에서 온 소녀"는 2016년에 개봉한 대한민국의 옴니버스 공포 영화이며, 무서운 이야기 세 번째 시리즈이다.

## 화성에서 온 소녀

### 제작진
- 감독 : 민규동
- 각본 : DJUNA, 민규동
- 각색 : 정겨운
- 윤색 : 서혜림
- 촬영 : 오승철
- 조명 : 유혁준
- 음악 : 김선경
- 편집 : 손연지

### 출연진

#### 주요 인물
- 김수안 : 소녀 역
- 차지연 : 기계 역

#### 그 외
- 정용진 : 지구군 역
- 민주홍 : 소녀다리대역 역

#### 우정출연
- 조한철 : 생존 지구군 역

## 여우골

### 제작진
- 감독 · 각본 : 백승빈
- 원작 : DJUNA
- 촬영 : 조용규
- 조명 : 박상욱
- 음악 : 구자완
- 편집 : 손연지

### 출연진

#### 주요 인물
- 임슬옹 : 이생 역
- 김종수 : 백발노인 역
- 민무제 : 봉윤성 역
- 지안 : 며느리 역

#### 그 외
- 김강일 : 산적두목 역
- 전성원 : 산적똘마니 역
- 임호준 : 전령 역

#### 우정출연
- 최창환 : 산적 역

## 로드레이지

### 제작진
- 감독 · 각본 : 김선
- 촬영 : 이선영
- 조명 : 정호남
- 음악 : 김선경
- 편집 : 손연지

### 출연진

#### 주요 인물
- 경수진 : 수진 역
- 박정민 : 동근 역
- 이대연 : 트럭남 역

## 기계령

### 제작진
- 감독 · 각본 : 김곡
- 촬영 : 이선영
- 조명 : 김효성
- 음악 : 박영민
- 편집 : 손연지

### 출연진

#### 주요 인물
- 홍은희 : 예선 역
- 송성한 : 진구 역
- 이재인 : 둔코 역
- 박솔로몬 : PZ3000 역

#### 그 외
- 성도현 : 컴퓨터 도우미 목소리 역
- 장선진 : 안내방송 목소리 역